# Anthony Nesty
Anthony Nesty (Port of Spain, 25 de Novembro de 1967) é um ex-nadador trinitário naturalizado surinamês.
Foi o segundo atleta negro a ganhar uma medalha em natação nos Jogos Olímpicos. Nesty estabeleceu sua marca histórica nos Jogos Olímpicos de Verão de 1988 em Seul, nos 100 metros borboleta, derrotando o favorito Matt Biondi por um centésimo de segundo, ganhando a medalha de ouro. Nesty terminou em 53s00 e Biondi em 53s01.